# Verzorgingsplaats Hellevliet
Verzorgingsplaats Hellevliet is een Nederlandse verzorgingsplaats, gelegen aan de A12 Beek-Den Haag ter hoogte van afrit 14a nabij Harmelen in de gemeente Woerden. Even ten oosten van deze verzorgingsplaats is een water (brede sloot) die de Leidse Rijn en de Reijerscopsche Wetering verbindt. Dit water heet de Hellevliet en hier is de verzorgingsplaats naar genoemd. Aan de andere kant van de snelweg ligt verzorgingsplaats Bijleveld.
Bij Hellevliet is een tankstation van Shell aanwezig. Bij dit tankstation zijn al verschillende keren overvallen gepleegd. Ook is er meerdere malen ingebroken in auto's, soms terwijl de bestuurders van deze auto's aan het afrekenen waren.
Omdat het aantal parkeerplaatsen voor vrachtwagens te gering was, is in 2006 de capaciteit flink uitgebreid. Hierbij werden hoge eisen aan de kwaliteit van deze parkeerplaats gesteld. Er moest gebruikgemaakt worden van beton, omdat asfalt te snel achteruit zou gaan onder het gewicht van de vrachtwagens. En er is een speciale opvang van het regenwater dat eventuele lekkage uit vrachtwagens netjes filtert, voor het op het riool wordt geloosd. Dit systeem is vergelijkbaar met de eisen die hieraan gesteld worden bij tankstations.
Deze verzorgingsplaats ligt precies op de NAP-nullijn. In 2005 heeft het Nederlands Bureau voor Toerisme & Congressen, samen met de ANWB en de ministeries van Verkeer en Waterstaat en Onderwijs, Cultuur en Wetenschap alle verzorgingsplaatsen die op deze nullijn liggen voorzien van een informatiebord om aldus deze lijn inzichtelijk te maken voor het publiek.
Richting Beek:
De Andel · 
Bijleveld · 
De Forten · 
Bloemheuvel · 
De Buunderkamp · 
Oudbroeken · 
Bergh
Richting Den Haag:
Bergh · 
Aalburgen · 
De Schaars · 
't Ginkelse Zand · 
Oudenhorst · 
Hellevliet · 
Bodegraven · 
Knorrestein